# Christian Poncelet
Christian Poncelet (født 24. marts 1928 i Blaise, død 11. september 2020) var en fransk politiker. Poncelet repræsenterede partiet Union pour un Mouvement Populaire. Han har i perioden 1998-2008 præsident (formand) for det franske senat.
Poncelet var tidligere borgmester i byen Remiremont og leder af generalrådet for Vosges.